# Насув

Насув (рос. надвиг, англ. overthrust, thrust, overlap, overfault, thrust-fault; нім. Aufschiebung f, Verwerfung f, Überschiebung f) — розривне порушення шарів гірських порід, звичайно з пологим нахилом зміщувача, по якому висячий бік піднятий відносно лежачого і насунутий на нього. Насуви виникають у процесі тектонічних рухів, звичайно супроводжуються лінійними складками, розвиваючись в умовах інтенсивного горизонтального стиснення з пластичним перерозподілом гірських порід і їх видавлюванням з крил у замки складок. Пластичні деформації на певній стадії тектонічного процесу переходять у розривні і в сколювання, що розвиваються вздовж перетиснених і потоншених крил складок. У зв'язку з цим древніші шари ядер антикліналей, як правило, насуваються на більш молоді шари замків синкліналей. 

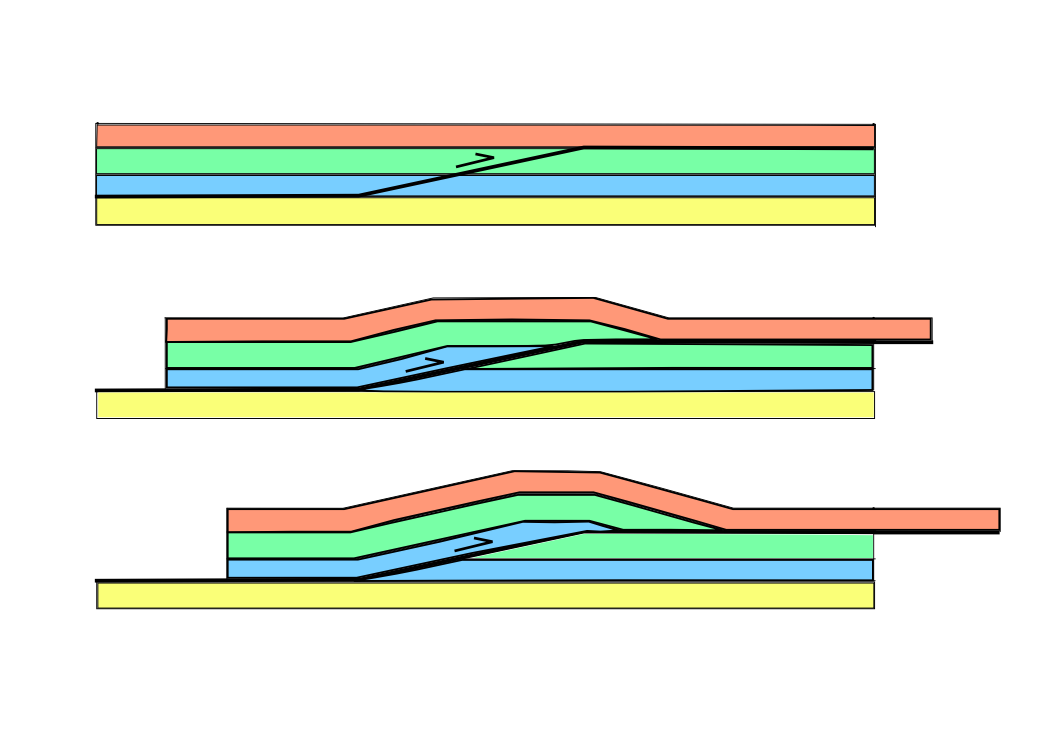
Схема розвитку насуву

## Типи насувів
Окремі типи насувів мають окремі назви:
- насув альпінотипний — те саме, що шарьяж (дуже пологий великий насув);
- насув витискання (розтягнення) — пов'язаний з вижиманням особливо високопластичних порід крила складки. Лише слабо нахилений до поверхні напластування шарів, які він покриває. Його нахил приблизно відповідає нахилу складки крила.
- насув пластовий (згідний, притертий) — відбувається по розлому, який проходить між шарами порід підвищеної пластичності більш або менш паралельно до цих шарів;
- насув післяерозійний — той,  що виходить на земну поверхню та розвивається в умовах дії ерозії.  Характерна ознака — різке зменшення нахилу у верхній частині;
- насув регіональний — той, що знаходиться на границі великих структурних елементів (антікліноріїв, синкліноріїв тощо). Простягається багато десятків, а інколи і на сотні кілометрів. Може перетинати складки і у тому випадку є січущим (див. нижче).
- насув січний — відбувається по розлому, що перетинає шари порід під значним кутом;

- насув сколювання — сформувався незалежно від складчастості. Може перетинати і горизонтальні, і зім'яті в складки пласти.